# Сатерленд (ЮАР)
Сатерленд (африк. Sutherland) — город в Северо-Капской провинции, ЮАР.

## Общие сведения
Сатерленд был основан в 1858 году. По состоянию на 2010 год, численность населения составляла 2840 человек. Город расположен на западных предгорьях горного хребта Роххефелдберге в регионе Кару. Сатерленд известен тем, что находится в районе, где бывают самые чистые и тёмные ночи в мире, что обусловлено засушливостью местности и расположением на значительной высоте над уровнем моря — 1458 м. По этой причине недалеко от города расположена Южноафриканская астрономическая обсерватория с самым большим в Южном полушарии оптическим телескопом SALT. Возле обсерватории есть впечатляющий храм NG Kerk, построенный во времена Англо-бурской войны. Также в городе есть музей братьев Николааса и Уильяма ван Вейк Лоу.

## Климат
Сатерленд также известен как одно из самых холодных мест в Южной Африке . Снег здесь зимой бывает обычным явлением и идет в среднем по одному дню в месяц в июне, июле и августе. Среднегодовое количество осадков — 237 мм. Среднегодовая температура составляет 11,8 °С. Самый теплый месяц — январь, когда средняя температура составляет 17 °С со средним максимумом 27 °С, а самый холодный месяц — июль, когда средняя температура составляет 5 °С со средним минимумом −2 °С. Зимой, особенно в июне и июле, температура утром при ясном небе нередко понижается до −6 °C. Самая низкая температура, зафиксированная в Сатерленде, составила −16,4 °C (12 июля 2003 года). Причиной необычно холодного для Африки климата является топография региона, находящегося высоко над уровнем моря. Тем не менее, в декабре и январе температура днём может подниматься до 32 °С.

## Экономика
Основным видом деятельности в области является разведение овец. Баранина из этих мест считается лучшей в Южной Африке.
В последнее время город набирает популярность, многие столичные жители обзаводятся здесь недвижимостью или просто приезжают на отдых в выходные дни и праздники. Это дало толчок к развитию туристического бизнеса.

## Галерея

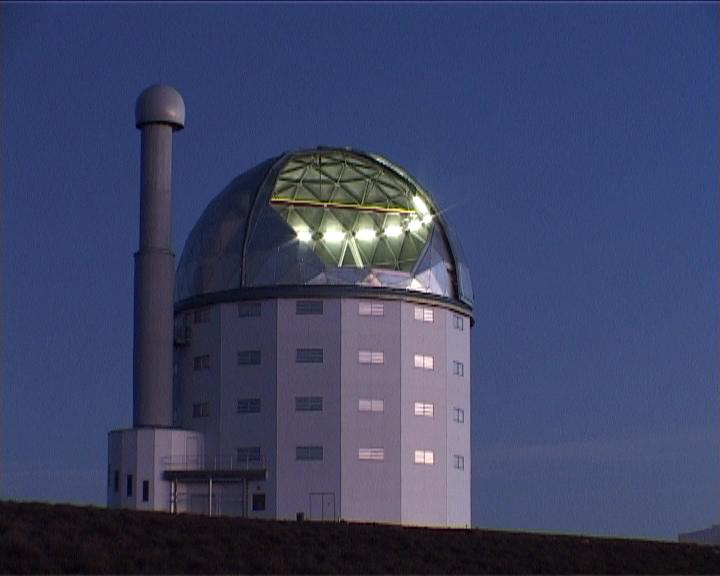
Большой южноафриканский телескоп